# 梅西公司
梅西公司（Macy's, Inc. ），原联合百货公司（Federated Department Stores, Inc.），是一家美国综合控股公司。1929年成立之初是Abraham & Straus、 Lazarus、 Filene's和Shillito's几家百货公司的母公司，1930年将布鲁明黛纳入旗下。1994年，联合百货接管了梅西百货。随着旗下其他百货公司陆续结业、被收购或合并，2007年6月1日更名梅西公司。